# Фуат Авни
Фуат Авни (Fuat Avni или fuatavni) — имя активиста (или группы активистов) турецкого сегмента интернета, действующего в сервисах Twitter и Facebook. На данный момент это аккаунт @fuatavni_f.

## Биография
Фуат Авни регулярно публикует закрытую информацию из окружения партийного руководства правящей Партии справедливости и развития и личного окружения президента Турции Реджепа Тайипа Эрдогана.
По мнению аналитиков, входит в ближайшее окружение Эрдогана, его личность спецслужбы Турции безуспешно пытаются установить со времени громкого коррупционного скандала 2013 года, едва не стоившего Эрдогану карьеры.
Турецкая телекоммуникационная власть заблокировала аккаунты fuatavni для турецких интернет-пользователей по решению прокуратуры Анкары.
Турецкие и международные наблюдатели, такие как Der Spiegel, пришли к выводу, что публикации Фуата Авни имеют высокую степень достоверности.